# Pyridinium
L'ion pyridinium est l'acide conjugué de la pyridine. Il s'agit d'un cation ayant pour formule brute C5H5NH+. La charge positive est portée par l'atome d'azote. Le pKa du couple pyridinium/pyridine est de 5,23.

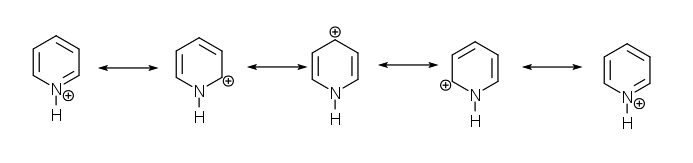
Formes mésomères de l'ion pyridinium